# Nils Algård
Nils Sigfrid Herman Algård, ursprungligen Andersson, född 22 augusti 1883 i Adolf Fredriks församling, Stockholm, död 30 mars 1936 i Oscars församling, Stockholm, var en svensk teolog och författare.
Han var son till agenten Per Fredrik Nils Andersson och Hedvig Bernhardina, ogift Hellborg. Algård var komminister i Oskars församling i Stockholm och regementspastor. Han gav ut ett flertal böcker; mest spridd är hans biografi över Johan Henrik Thomander, J. H. Thomander (1924), vilken även var hans doktorsavhandling.
Han var gift med Anna-Gretha Magnusson (1888–1962), dotter till slaktaren Johan Emil Magnusson och Anna Josefina, ogift Jonsson. De hade barnen Eva Marjori Algård-Lamberti (1913–1958) och fotografen Göran Algård (1917–1997).